# Socha svatého Jana Nepomuckého (Dětřichov)
Socha svatého Jana Nepomuckého je památkově chráněný objekt v Dětřichově, obci na severu České republiky, ve Frýdlantském výběžku Libereckého kraje.

## Poloha a historie
Sousoší je instalováno severně od křižovatky, na níž ze silnice číslo I/13 – spojující Liberec, ležící odtud na jih, a severně položený Frýdlant – odbočuje západním směrem komunikace číslo III/03513. V těsném sousedství sochy svatého Jana Nepomuckého stojí dva vzrostlé stromy kaštanů. Objednatelem skulptury byl roku 1831 Anton Semdner. O čtyřicet let později, roku 1871, ji nechala na své náklady opravit Apollonie Semdnerová. Od 6. dubna 1966 je po nabytí právní moci příslušných dokumentů evidována mezi kulturní památka Československa, respektive České republiky, neboť je ukázkou kvalitní umělecké práce, jež je součástí zdejšího genia loci a reprezentantem historické etapy vývoje Dětřichova.

## Popis
Klasicistní skulptura je zhotovena z pískovce. Kolem ní je zhotoveno kovové ohrazení s brankou, které ji vymezuje od okolí. socha je usazena na kamenném stupni, na nějž navazuje mohutný sokl ve tvaru kvádru, který má na svých bočních stranách zhotovena zrcadla s nápisy. Na jižní, čelní, straně je uvedeno:
Gewidmet
zur Verehrung des hl. Johann v. Nep.
Anton Semdner
im Jahre 1831

V českém překladu „Zasvěceno svatému Janu Nepomuckému od Antona Semdnera z roku 1831“. Na východní straně je patrný text:
Heiliger Landespatron!
Trebe, daß Herr der Güte
Unter Vaterland behüte.
Uns beschirme in jeder Noth
und uns Stärke in dem Tod.

Do češtiny je možné jej lze přeložit „Svatý patrone! Pane dobra, střež naši vlast. Ochraňuj nás v každé nemilé situaci a dej nám sílu ve smrti.“ Na opačném, to jest západním, boku se nachází nápis znějící:
Heiliger Johannes!
Bitte. Gott für uns nur Gnade.
Daß er uns barmherzig sei.
Daß wir auf dem Lebenspfade
folgen seinem Worte treu.

Česky je možné text přeložit jako „Svatý Jane! Prosím. Bůh je mi milostivý, že jsme na cestě životem věrně následovali jeho Slova.“ Poslední ze zrcadel, které se nachází na zadní, severní straně, má uvedenu informaci:
Restaurirt 1871.
Stiftung der Apollonia Semdner.
Jos. Gabler

Po přeložení do češtiny „Obnoveno v roce 1871. Nákladem Apollonie Semdner. Jos. Gabler“. Soklová část je ve své vrchní části zakončena profilovanou římsou, která se postupně zužuje a tak se mění ve volutový dřík, který je ozdoben plastickými reliéfy světců umístěných v mělkých výklencích. Pod každým ze svatých je vytesáno jméno daného svatého. Jižní strana nese reliéf svatého Josefa a je pod ním nápis „St. Joseph“ ozdobený palmetami. Na východní straně je zpodobněna svatá Ludmila doplněná popiskem „St. Ludmilla“ a na opačné, západní straně, lze zpozorovat reliéf zachycující svatého Václava, pod nímž je text „St. Wenzeslaus“. Poslední reliéf ztvárňuje svatého Antonína z Padovy, jenž je doplněn popisem „St. Antonius Pad.“. Nejvrchnější část podstavce sochy představuje profilovaná hlavice, která je z čelní strany vyzdobena kartuší s vytesaným biblickým nápisem:
Glück selig der Mann
der mit dem Wor–
te seines Mundes
nicht fehlt. [—] XIV.1

Do českého jazyka jej lze přeložit „Blaze muži, jenž se řídí mými slovy.“
Vlastní socha svatého Jana Nepomuckého je vytvořena v kontrapostu jeho pravé nohy. Vysochán je v kanovnickém rouchu, jež se skládá z kleriky, rochety a přes ramena má přehozenu almuci. Hlavu světce zakrývá kvadrátek, kolem něhož je patrná svatozář. V rukou navíc drží krucifix.